# Martin Cross
Martin Patrick Cross (Londres, 19 de julio de 1957) es un deportista británico que compitió en remo.
Participó en cuatro Juegos Olímpicos de Verano, entre los años 1980 y 1992, obteniendo dos medallas, bronce en Moscú 1980 (cuatro sin timonel) y oro en Los Ángeles 1984 (cuatro con timonel).
Ganó cuatro medallas en el Campeonato Mundial de Remo entre los años 1978 y 1991.

## Palmarés internacional
| Juegos Olímpicos   | Juegos Olímpicos             | Juegos Olímpicos  | Juegos Olímpicos   |
| Año                | Lugar                        | Medalla           | Prueba             |
| ------------------ | ---------------------------- | ----------------- | ------------------ |
| 1980               | Moscú (URSS)                 | Medalla de bronce | Cuatro sin timonel |
| 1984               | Los Ángeles (Estados Unidos) | Medalla de oro    | Cuatro con timonel |
| Campeonato Mundial |                              |                   |                    |
| Año                | Lugar                        | Medalla           | Prueba             |
| 1978               | Cambridge (Nueva Zelanda)    | Medalla de bronce | Cuatro sin timonel |
| 1979               | Bled (Yugoslavia)            | Medalla de bronce | Cuatro sin timonel |
| 1985               | Malinas (Bélgica)            | Medalla de plata  | Dos sin timonel    |
| 1991               | Viena (Austria)              | Medalla de bronce | Ocho con timonel   |